# Rio Grande do Norte
Rio Grande do Norte („großer Fluss des Nordens“) ist ein Fluss und zugleich der nordöstlichste Bundesstaat Brasiliens. Die Hauptstadt ist Natal.
Rio Grande do Norte wird von der Küstenlinie dominiert, er ist berühmt für seine Strände und Sanddünen. Der Bundesstaat hat 410 km Sandstrände, mit Lagunen und Kokospalmen. Die bekanntesten Strände sind Praia de Cajueiro, Genipabu (nördlich von Natal) mit bis zu 50 m hohen Sanddünen. Baía Formosa ist ein Strand im Süden des Bundesstaates. Er hat vorgelagerte Riffe und ist bei Surfern beliebt. Weiter südlich liegt der Sagi-Strand.
Die Einwohner nennen sich Potiguar nach einem Indianerstamm aus der Gegend.

## Geografie
Rio Grande do Norte grenzt an die brasilianischen Bundesstaaten Ceará und Paraíba sowie an den Atlantischen Ozean. Rio Grande do Norte hatte nach der Volkszählung 2010 3.168.027 Einwohner und eine Fläche von 52.811 km². Damit liegt die Bevölkerungsdichte bei 60 Einwohnern pro km². Das Brasilianische Statistikinstitut (IBGE) schätzte die Einwohnerzahl im Jahr 2022 auf 3.302.729 Einwohner, was eine Bevölkerungsdichte von 62,5 Einwohnern pro km² ergibt. Das Rocas-Atoll im Atlantik, 260 km nordöstlich von Natal, gehört ebenfalls zum Bundesstaat.
Das Klima ist nach der Klimaklassifikation nach Köppen und Geiger tropisch und semiarid (Aw, BSh).

## Geschichte
Als erster Europäer hat wahrscheinlich der Spanier Alonso de Ojeda 1499 die Region gesehen. Europäische Seefahrer landeten erstmals 1501 an der Nordostspitze von Südamerika, dem Cabo São Roque, 32 km nördlich des heutigen Natal gelegen. Es war eine portugiesische Expedition unter Amerigo Vespucci, die von 1501 bis 1502 dauerte. Das Kap wurde nach Rochus von Montpellier benannt, dem Tagesheiligen am Tag der Entdeckung (16. August).
In den Jahrzehnten danach gab es keine dauerhaften europäischen Siedlungen in der Region, die vom Potiguar-Stamm bewohnt wurde. 1534 wurden von Johann III. in der Neuen Welt Kapitanate errichtet und das Kapitanat von Rio Grande 1535 an João de Barros gegeben, was den Beginn der Kolonisierung des Gebietes markiert. Nach der Kolonialzeit Brasiliens wurde aus dem Kerngebiet bei Gründung des Kaiserreichs Brasilien 1822 die Provinz Rio Grande do Norte errichtet und nach der Republikgründung 1889 in den Bundesstaat Rio Grande do Norte (Estado do Rio Grande do Norte) gewandelt.

## Politik
Gouverneurin des Bundesstaats ist nach den Wahlen in Brasilien 2018 seit 1. Januar 2019 Fátima Bezerra der Arbeiterpartei (PT), Vizegouverneur ist Antenor Roberto Soares de Medeiros des PCdoB. Das Parlament ist das Einkammersystem der Legislativversammlung von Rio Grande do Norte.

## Bevölkerung
Rund ein Drittel der Bevölkerung des Staates lebt in der Metropolregion Natal. Ein weiteres Bevölkerungszentrum bildet die Stadt Mossoró an der Nordküste. Der Rest des Staates ist spärlich besiedelt.

### Bevölkerungsentwicklung
Quelle:

## Städte
Die zehn bevölkerungsreichsten Städte in Rio Grande do Norte sind laut Volkszählung 2010 des IBGE mit Schätzungen der Einwohnerzahlen zum 1. Juli 2018:
|    | Gemeinde                | Einwohner Zensus 2010 | Schätzung 2018 |
| -- | ----------------------- | --------------------- | -------------- |
| 01 | Natal                   | 803.739               | 877.640 ▲      |
| 02 | Mossoró                 | 241.645               | 294.076 ▲      |
| 03 | Parnamirim              | 202.456               | 255.793 ▲      |
| 04 | São Gonçalo do Amarante | 87.668                | 101.102 ▲      |
| 05 | Macaíba                 | 69.467                | 79.743 ▲       |
| 06 | Ceará-Mirim             | 68.141                | 73.099 ▲       |
| 07 | Caicó                   | 62.709                | 67.554 ▲       |
| 08 | Açu (Assu)              | 53.227                | 57.644 ▲       |
| 09 | Currais Novos           | 42.652                | 44.664 ▲       |
| 10 | São José de Mipibu      | 39.776                | 43.640 ▲       |

## Bildergalerie

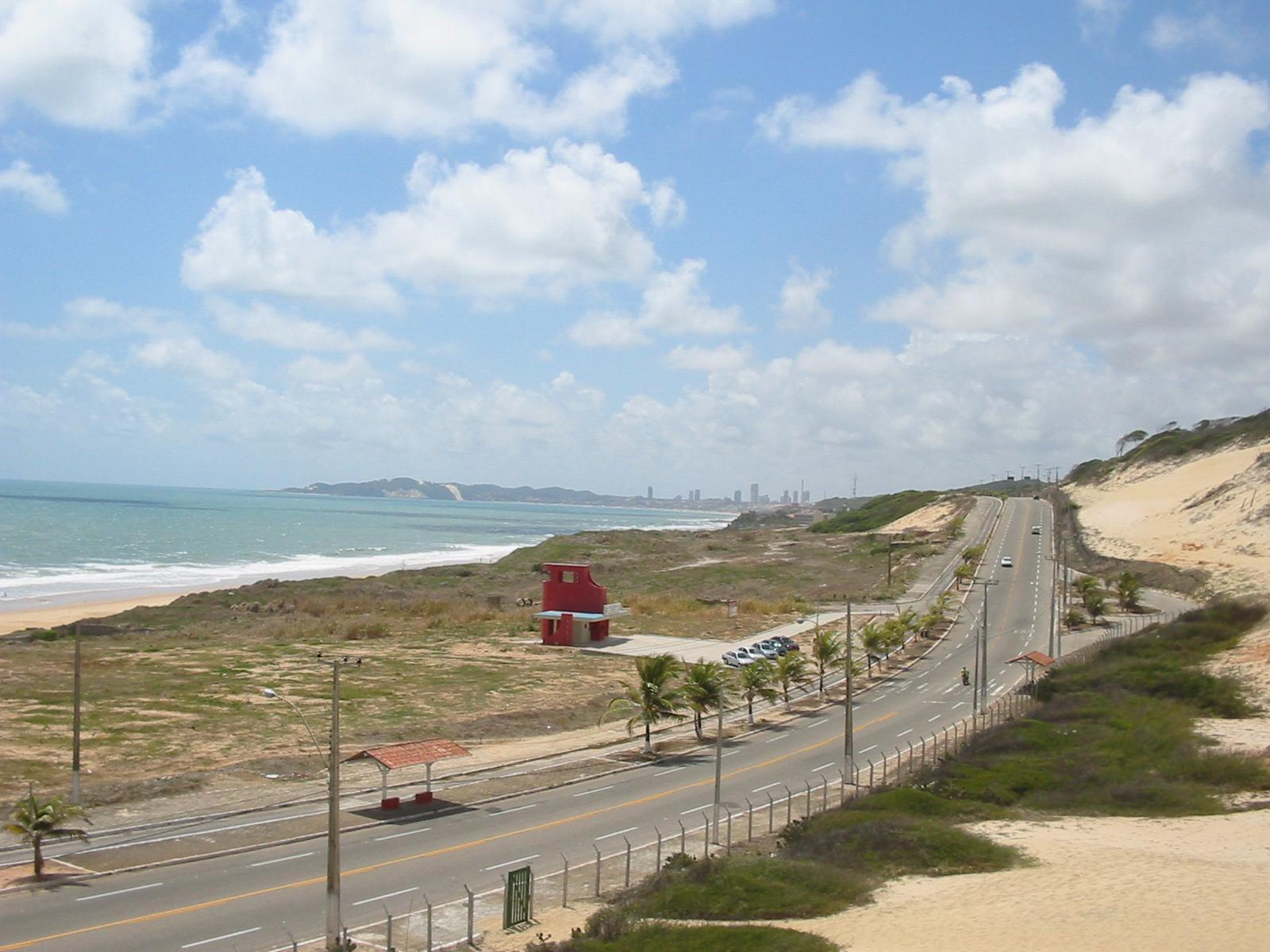
Strand von Natal
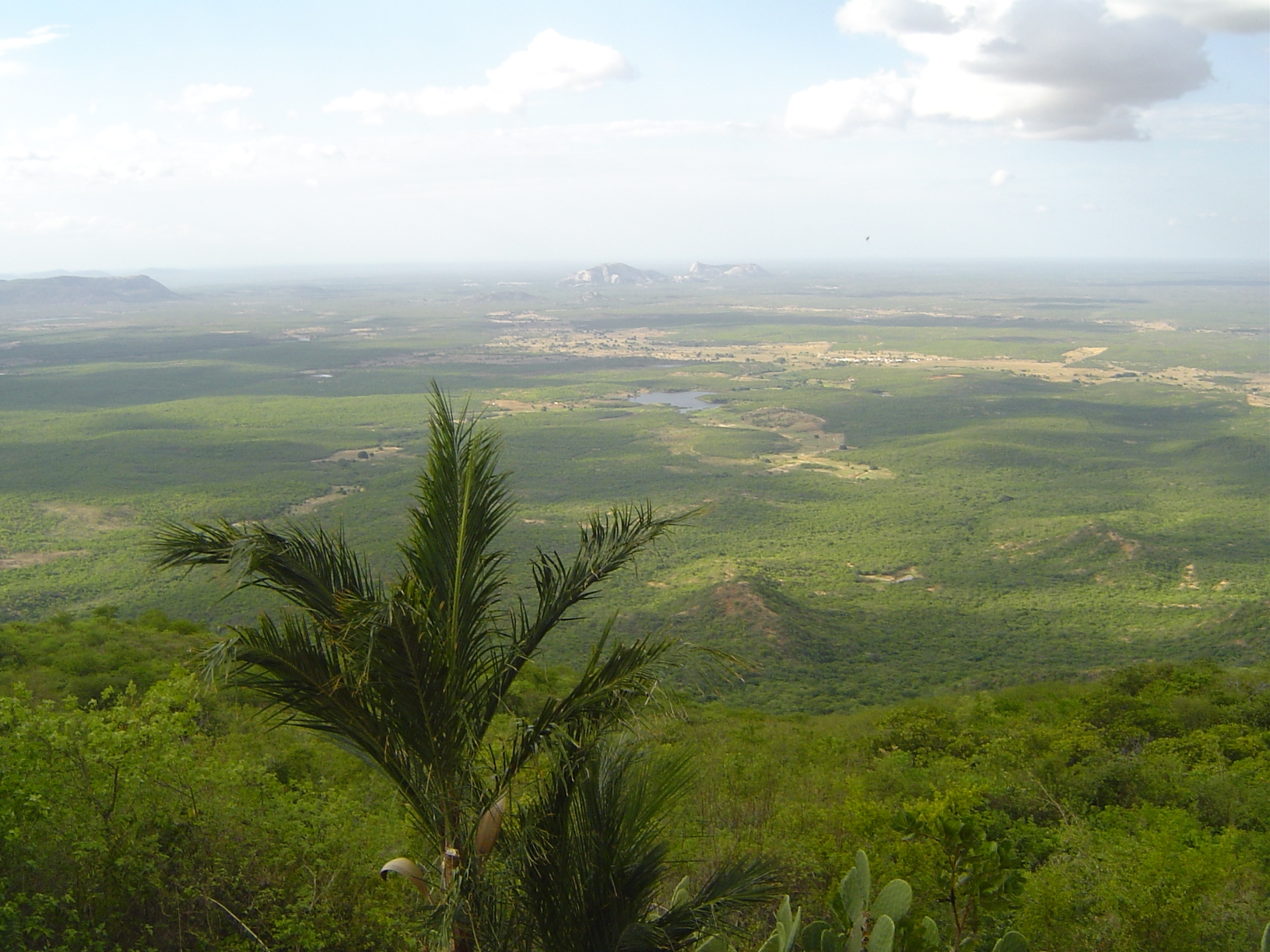
Sertão im Innern von Rio Grande do Norte
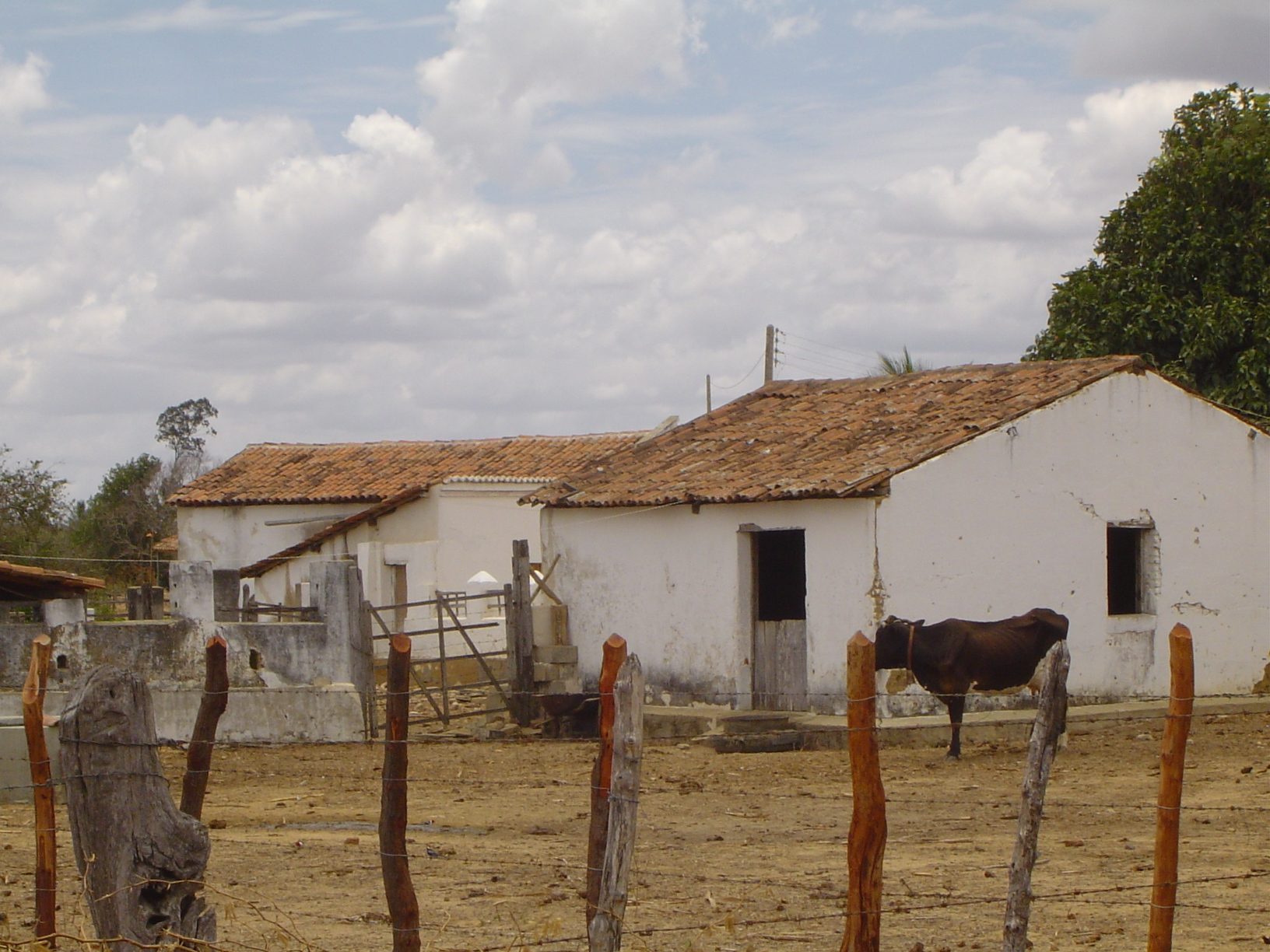
Traditionelles Haus im Sertão